# Dalmau de Raset
Dalmau de Raset (* 1383 in Girona; † 1451) war ein Kanoniker der Kathedrale von Girona. Er wurde zusammen mit seinem Bruder in Bernat de Raset in einem monumentalen gotischen Grabmal in der Raset-Kapelle (Kapelle der Heiligen Georg und Dalmau) der genannten Kathedrale beigesetzt.

## Leben und Werk
Dalmau de Raset studierte Rechtswissenschaft in Toulouse und promovierte dort im Jahr 1412. Danach wurde er zum Archediakon von La Selva ernannt. 1420 wurde er vom Gironeser Bischof Andreu Bertran zum Generalvikar und 1423 zum Erzdiakon ernannt. Erst 1443 wurde Dalmau de Raset von Bischof Bernat de Pau zum Priester geweiht.
1418 nahm Dalmau de Raset als Prokurator des Domkapitels von Girona am Konzil von Lleida und 1424 in gleicher Funktion am Konzil von Tarragona teil. Er ließ die Kapelle der Heiligen Georg und Dalmau in der Kathedrale von Girona errichten, in der er später mit seinem Bruder beigesetzt wurde. Er beteiligte sich an den Reformarbeiten des Klosters Sant Daniel de Girona im Jahr 1427.
Historisch bedeutsam wurde das von Dalmau de Raset in lateinischer Sprache verfasste Tagebuch über das Konzil von Lleida. Es wurden (vor allem wegen des nicht-ciceronischem, barbarischen Lateins mit zahlreichen Katalanismen) nur wenige Ausschnitte dieses Tagebuches als Konzilsdokument in die spanische Sprache übersetzt. Dennoch besitzt dieses Tagebuch trotz seiner ungeschliffenen lateinischen Sprache als historische Quelle für das Konzil von Lleida große Bedeutung.